# Difosfato de uridina glicose
O difosfato de uridina glicose (UDP-glicose) é um açúcar nucleotídeo. Está envolvido nas reações da glicosiltransferase no metabolismo.

## Funções
A UDP-glicose é usada na biossíntese do açúcar nucleotídico como uma forma ativada de glicose, um substrato para enzimas chamadas glicosiltransferases.
A UDP-glicose é um precursor do glicogênio e pode ser convertida em UDP-galactose e ácido UDP-glucurônico, que podem ser usados como substratos pelas enzimas que produzem polissacarídeos contendo galactose e ácido glucurônico.
A UDP-glicose também pode ser usada como precursora de sacarose, lipopolissacarídeos e glicosfingolípidos.

## Componentes
A UDP-glicose consiste no grupo pirofosfato, na pentose açúcar ribose, na glicose e no nucleobase uracilo.